# Anne Marie Jehle
Anne Marie Jehle (* 15. Dezember 1937 in Feldkirch; † 19. November 2000 in Vaduz) war eine österreichisch/liechtensteinische Künstlerin. Sie war als Objektkünstlerin, Installationskünstlerin, Zeichnerin, Fotografin und Malerin tätig.

## Biografie
Anne Marie Jehle widmete sich ab 1965 ausschließlich der Kunst. Ende der 1960er Jahre knüpfte sie Kontakte zur internationalen Kunstszene, zur Fluxus-Bewegung und den Nouveaux Réalistes. Zu Lebzeiten hatte sie zahlreiche Ausstellungen.
Nach einem Aufenthalt in den USA in den Jahren 1989 bis 1993 brach ihr künstlerisches Schaffen ab. Ab 1993 lebte sie in Liechtenstein, sie verstarb dort am 19. November 2000.

## Werk
Bei den Arbeiten von Anne Marie Jehle kommen verschiedene Materialien und Medien zum Einsatz. In unterschiedlichen malerischen oder grafischen Techniken, in Objekten oder Installationen geht es der Künstlerin niemals um die Oberfläche oder die reine Form, sondern um Aussage und Inhalt. Ihre Bildsprache ist dialektisch und assoziativ, ihr Werk setzt sich ethisch und kritisch mit Gesellschaft, Wirtschaft, den Phänomenen der Macht, der Geschlechter, mit religiösen und kirchlichen Strukturen ebenso wie mit Alltagsphänomenen auseinander. Es thematisiert dabei Fragen der geschlechtsspezifischen Rollenbilder in der Gesellschaft und im Kunstbetrieb.
Einzelne Ausstellungen und Beteiligungen zeugen ab den 1960er Jahren von einer internationalen Ausrichtung und Vernetzung. Größere Erfolge und umfassende Würdigungen in Ausstellungen blieben ihr zu Lebzeiten versagt. Ihr Werk wird heute in der „Anne Marie Jehle Stiftung“ in Vaduz (Liechtenstein) archiviert, wissenschaftlich aufgearbeitet und fallweise ausgestellt. Im künstlerischen Nachlass befinden sich Objekte, Malereien, Grafiken, Zeichnungen, Scherenschnitte, Collagen, Monotypien, Polaroidarbeiten, Fotografien, Rauminszenierungen.

## Rezeption
Das Frauenmuseum Hittisau widmete ihr 2013/2014 eine mehrmonatige Ausstellung und im Palais Liechtenstein in Feldkirch gab es im Jahr 2009 ihr zu Ehren eine einmonatige retrospektive Ausstellung.